# (33540) 1999 JH3
1999 JH3 (asteroide 33540) é um asteroide da cintura principal. Possui uma excentricidade de 0.13742640 e uma inclinação de 6.10523º.
Este asteroide foi descoberto no dia 7 de maio de 1999 por Yoshisada Shimizu e Takeshi Urata em Nachi-Katsuura.